# Musei di Firenze

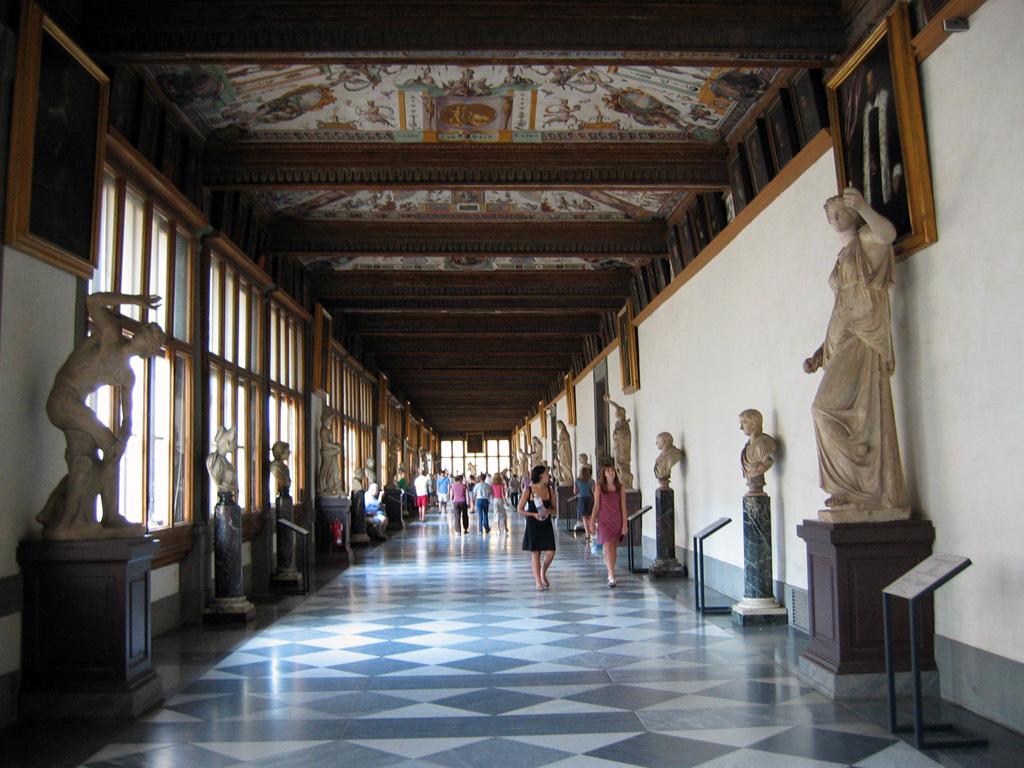
Galleria degli Uffizi

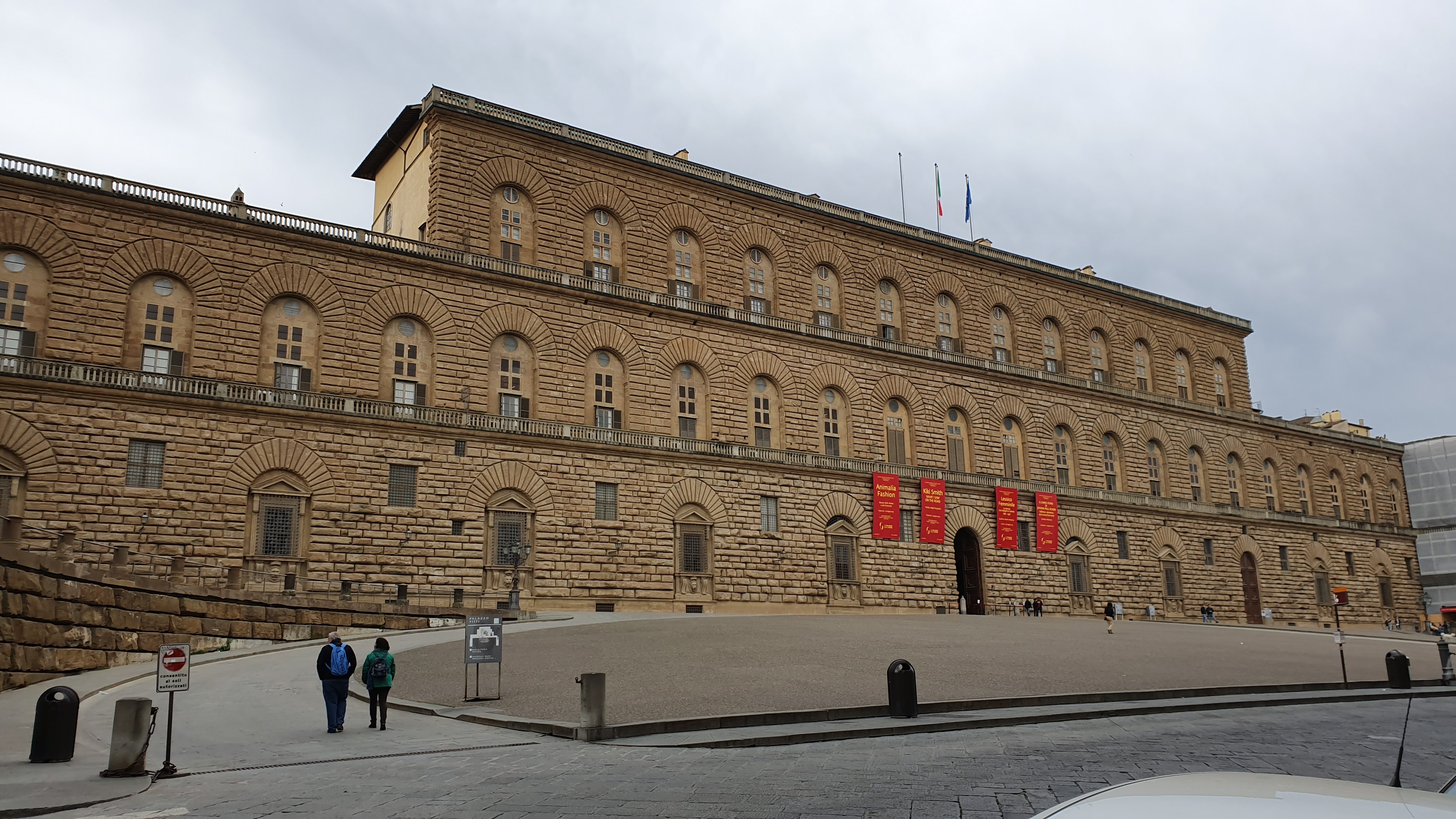
Palazzo Pitti

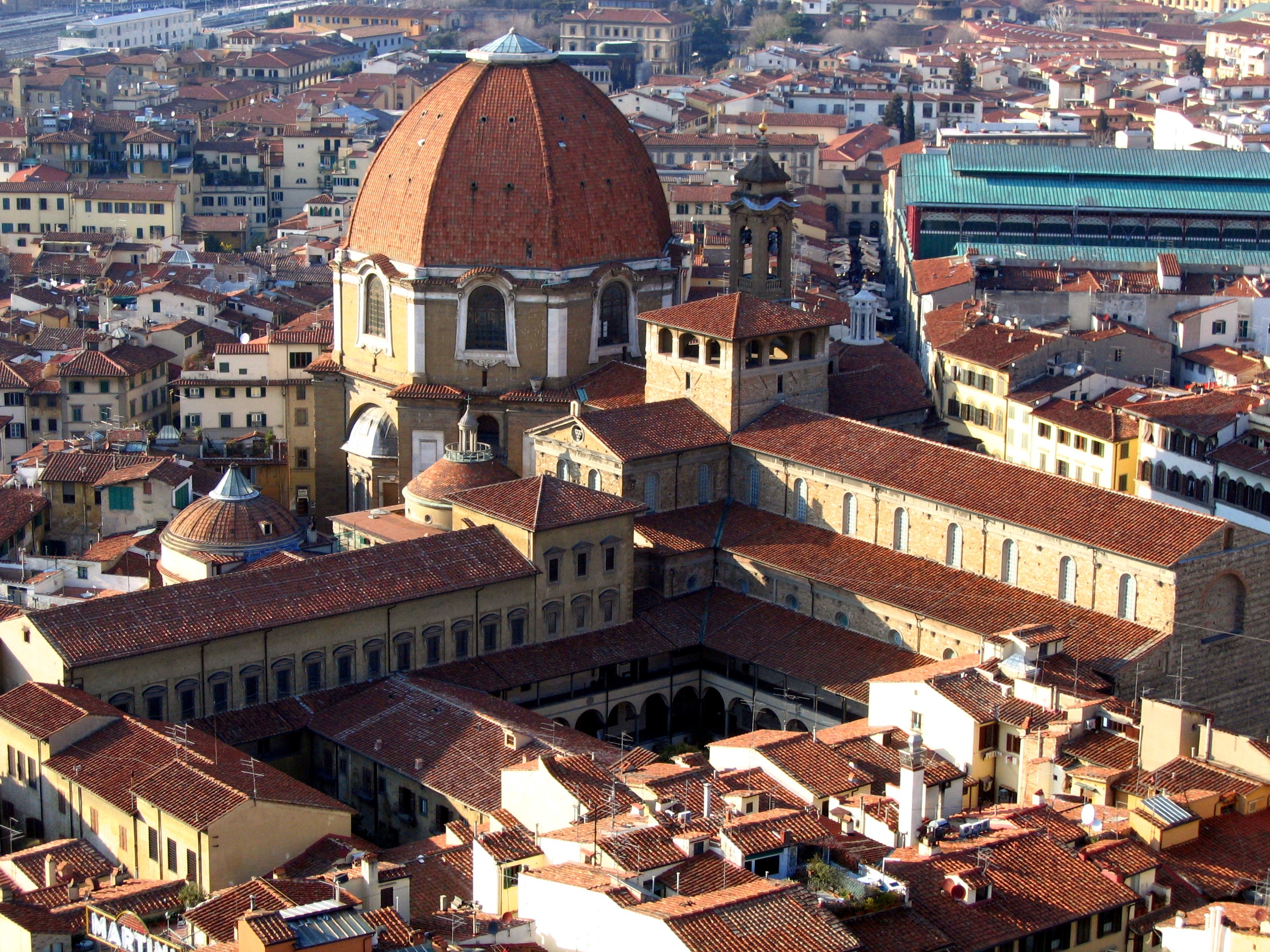
Cappelle Medicee

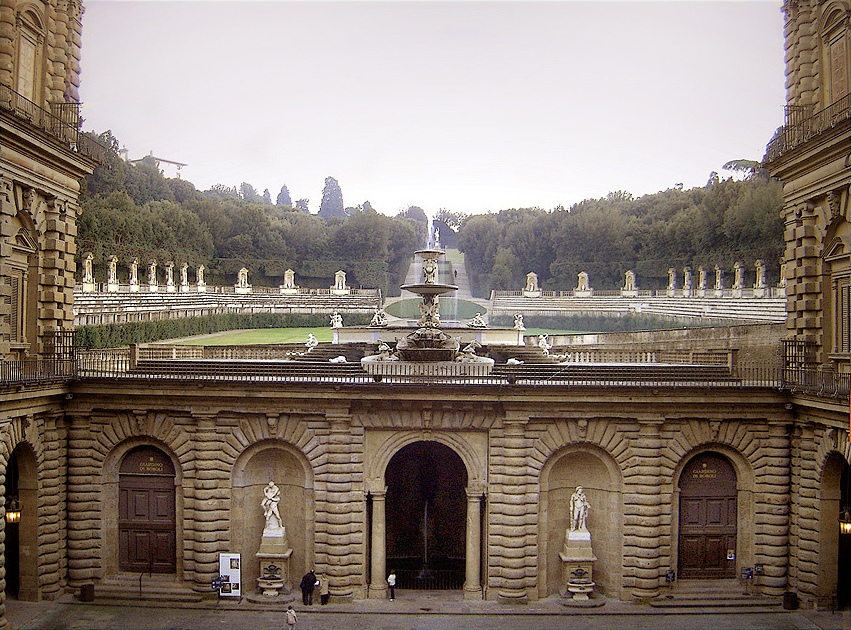
Giardino di Boboli

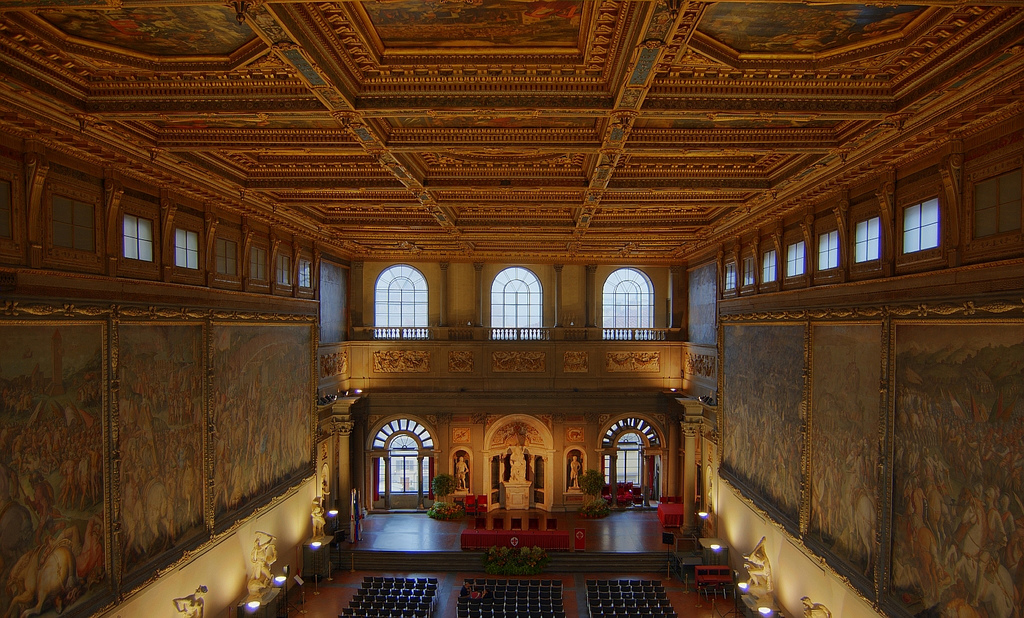
Salone del Cinquecento in Palazzo Vecchio

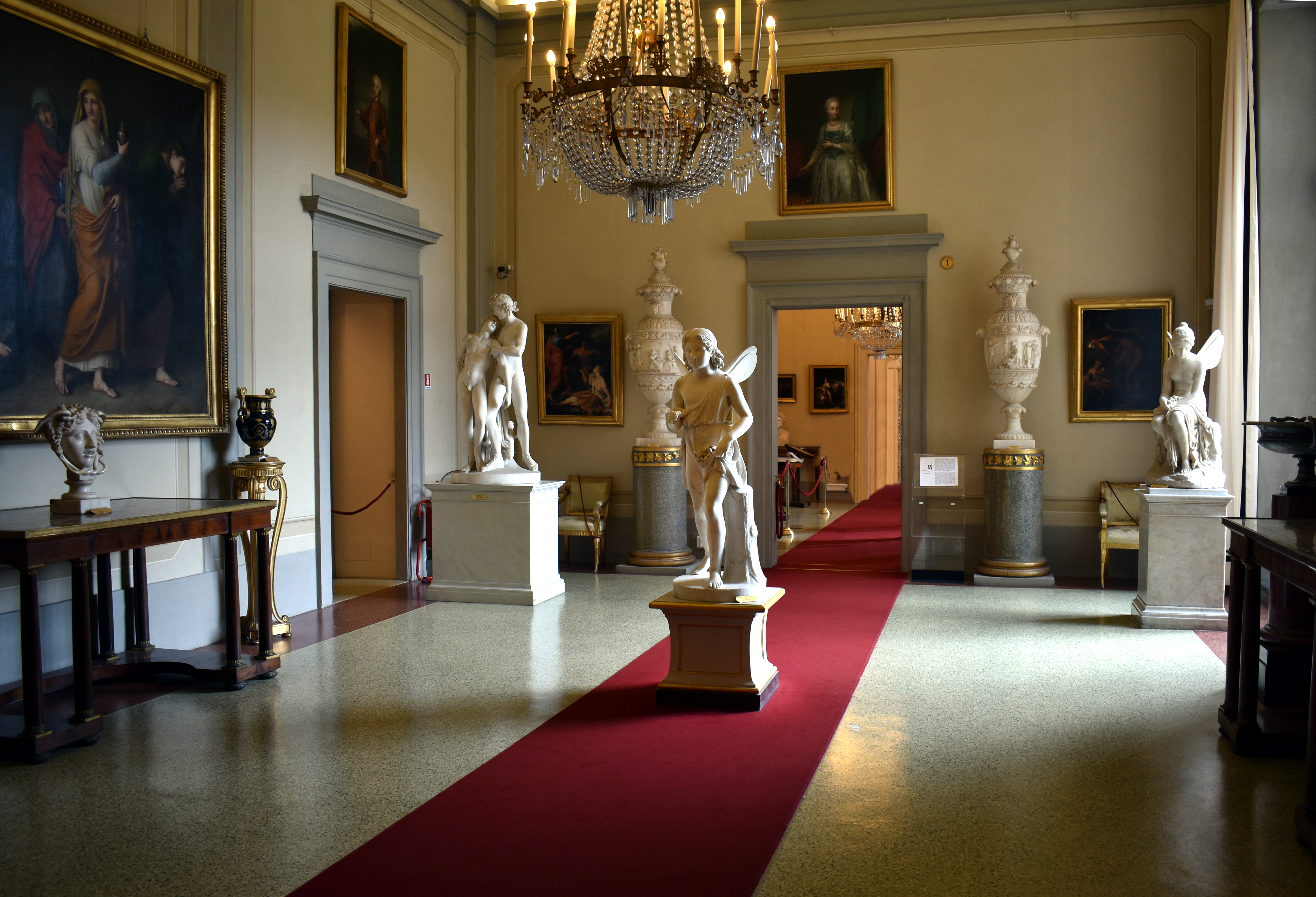
Galleria d'Arte Moderna

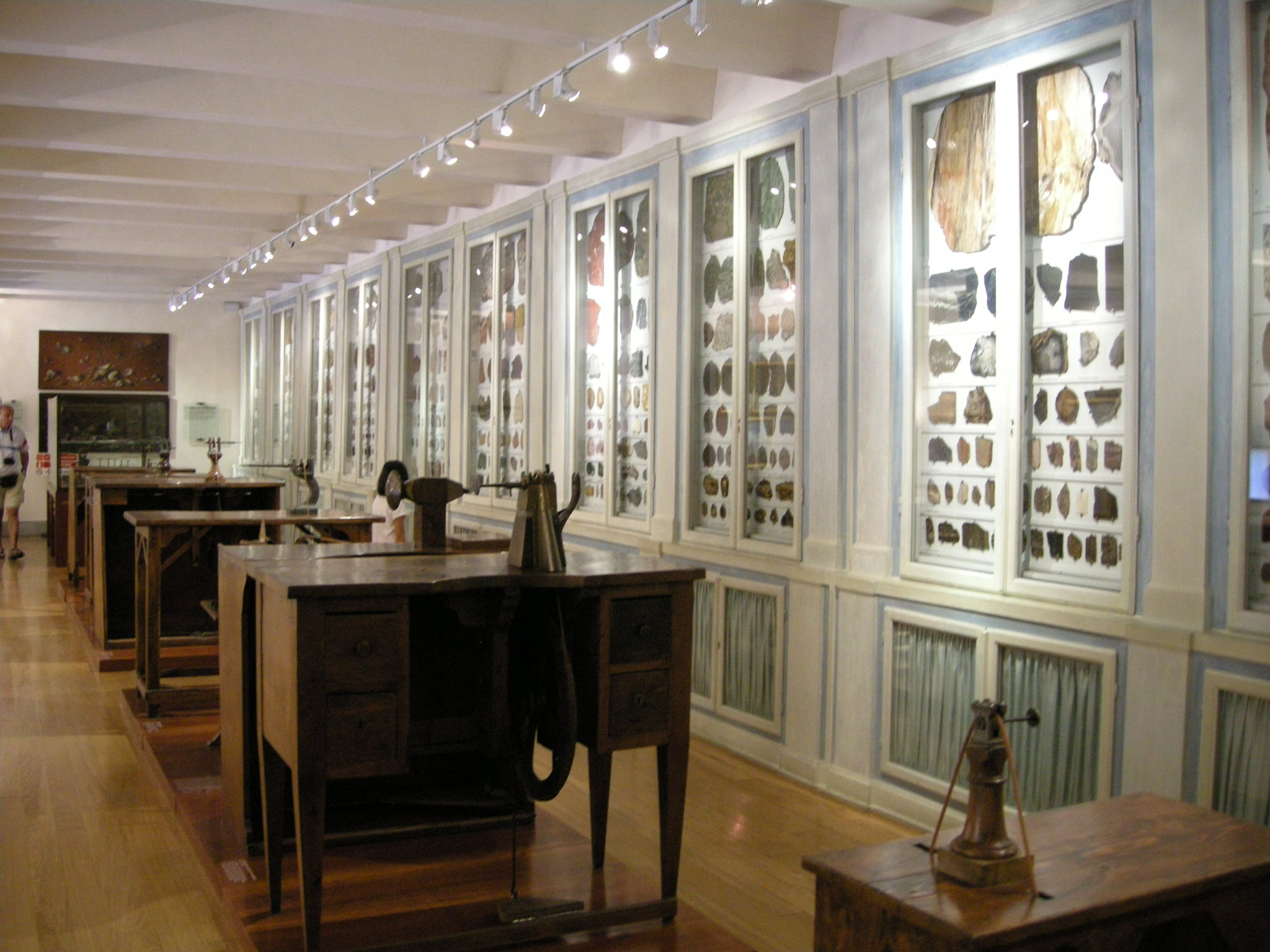
Opificio delle pietre dure

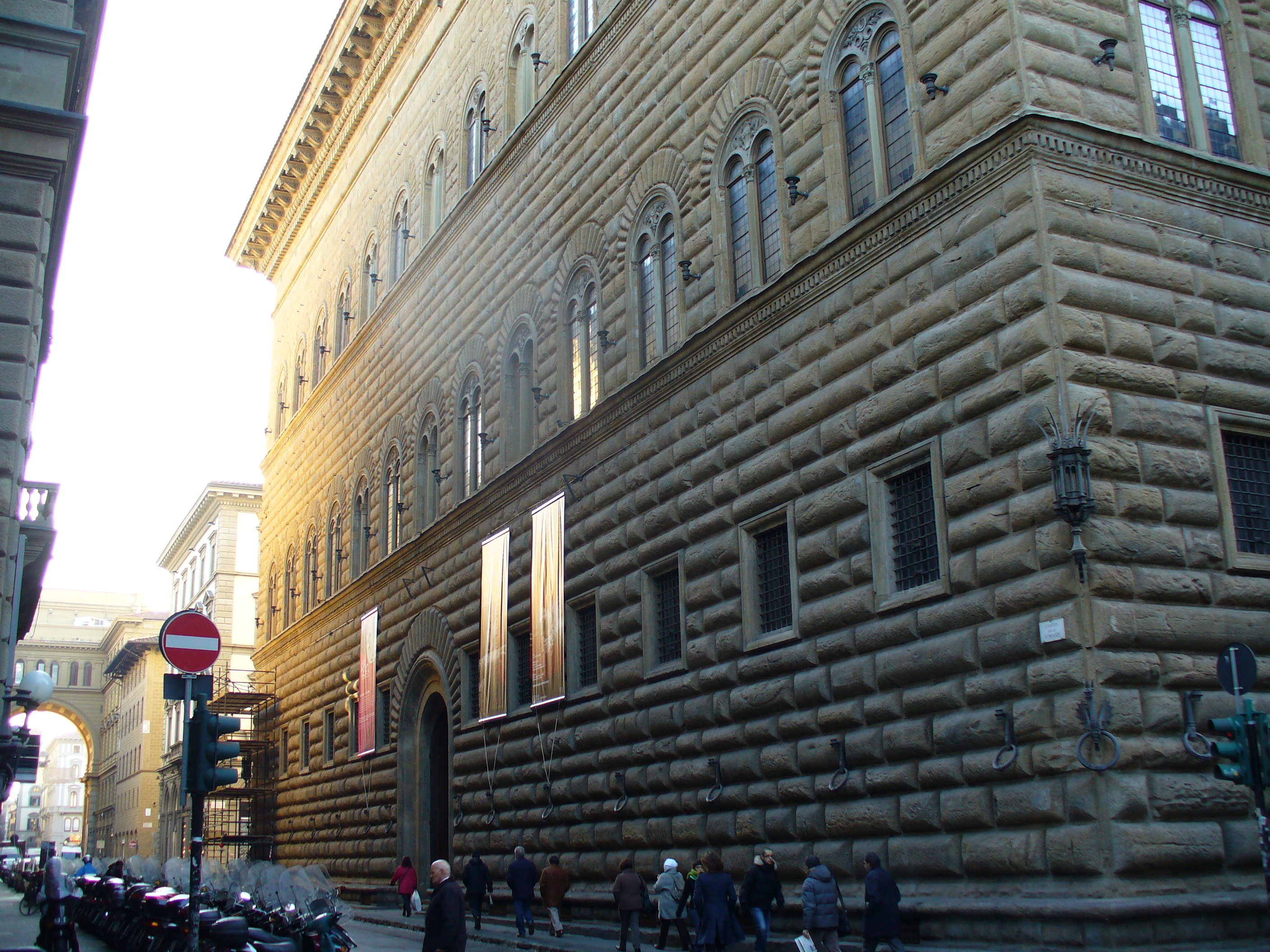
Palazzo Strozzi

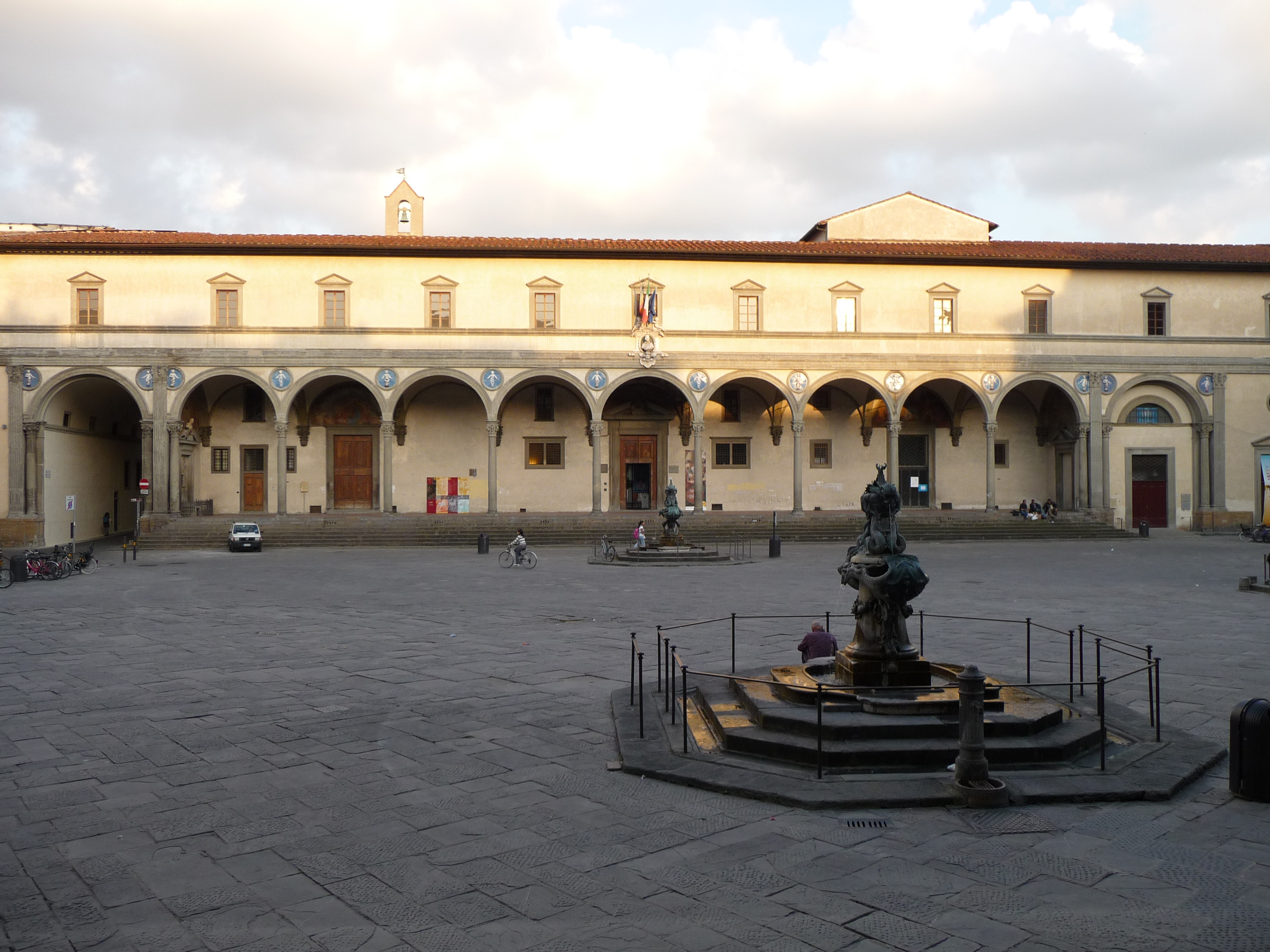
Spedale degli Innocenti

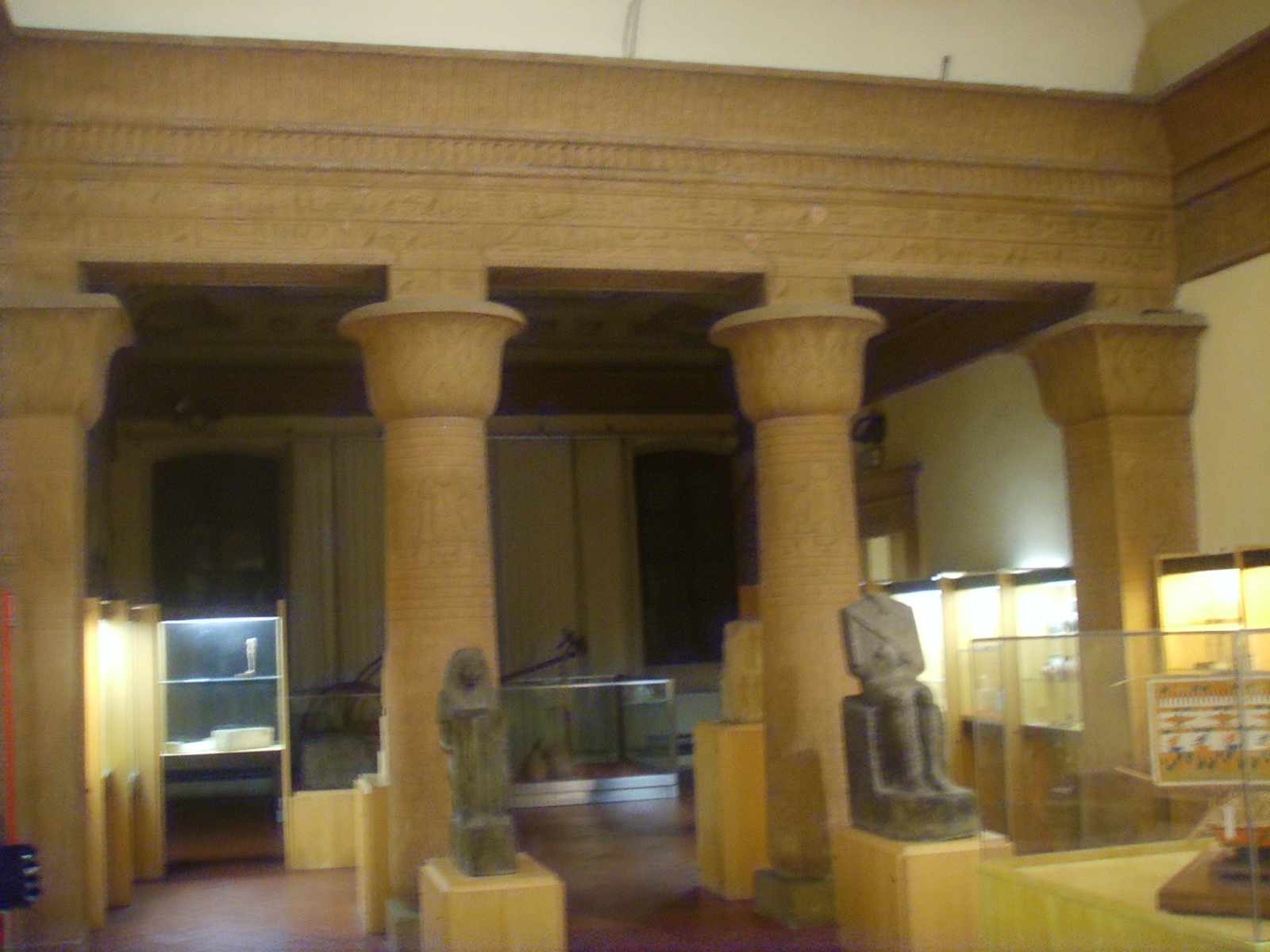
Museo Archeologico Nazionale

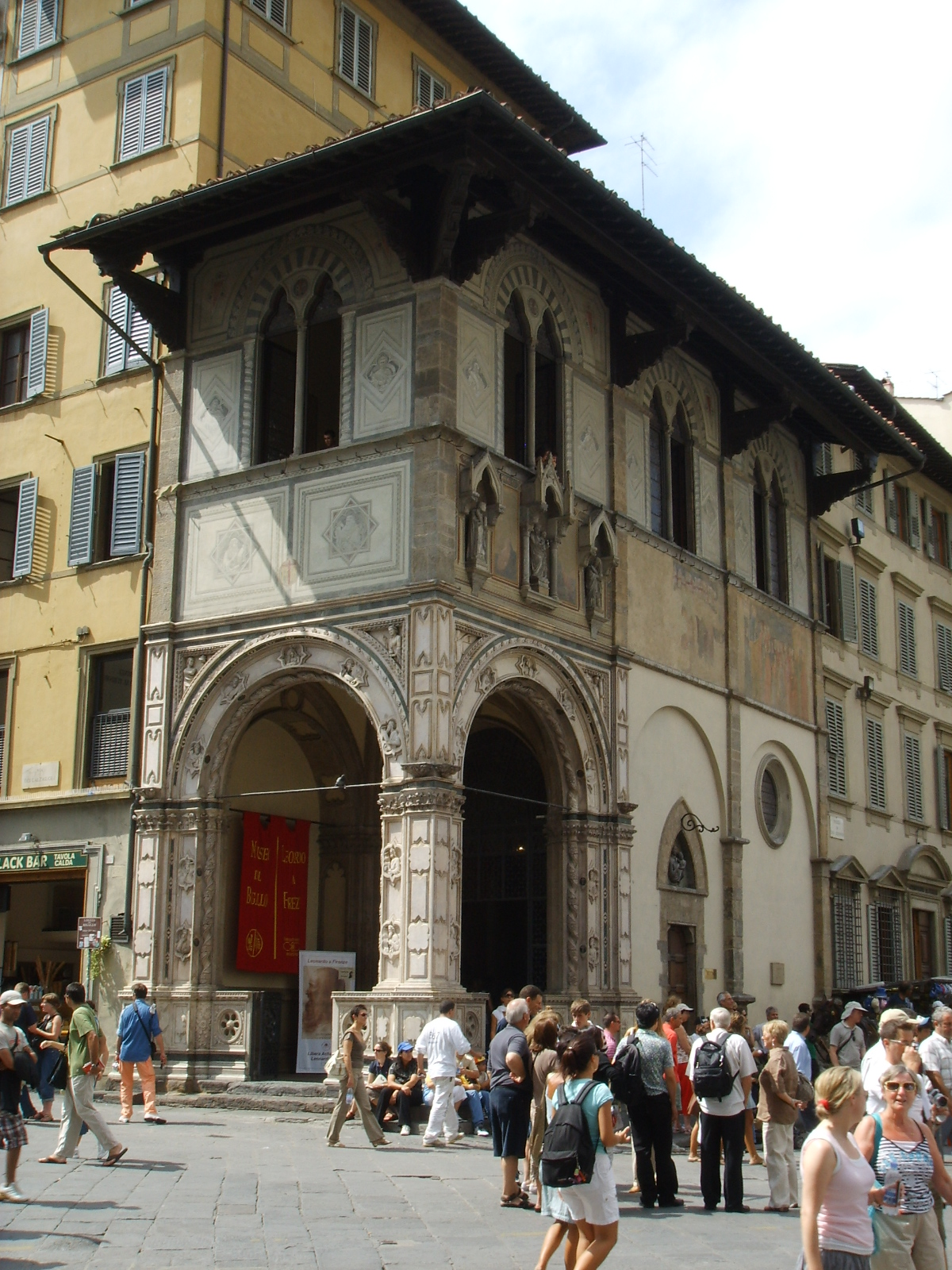
Museo del Bigallo

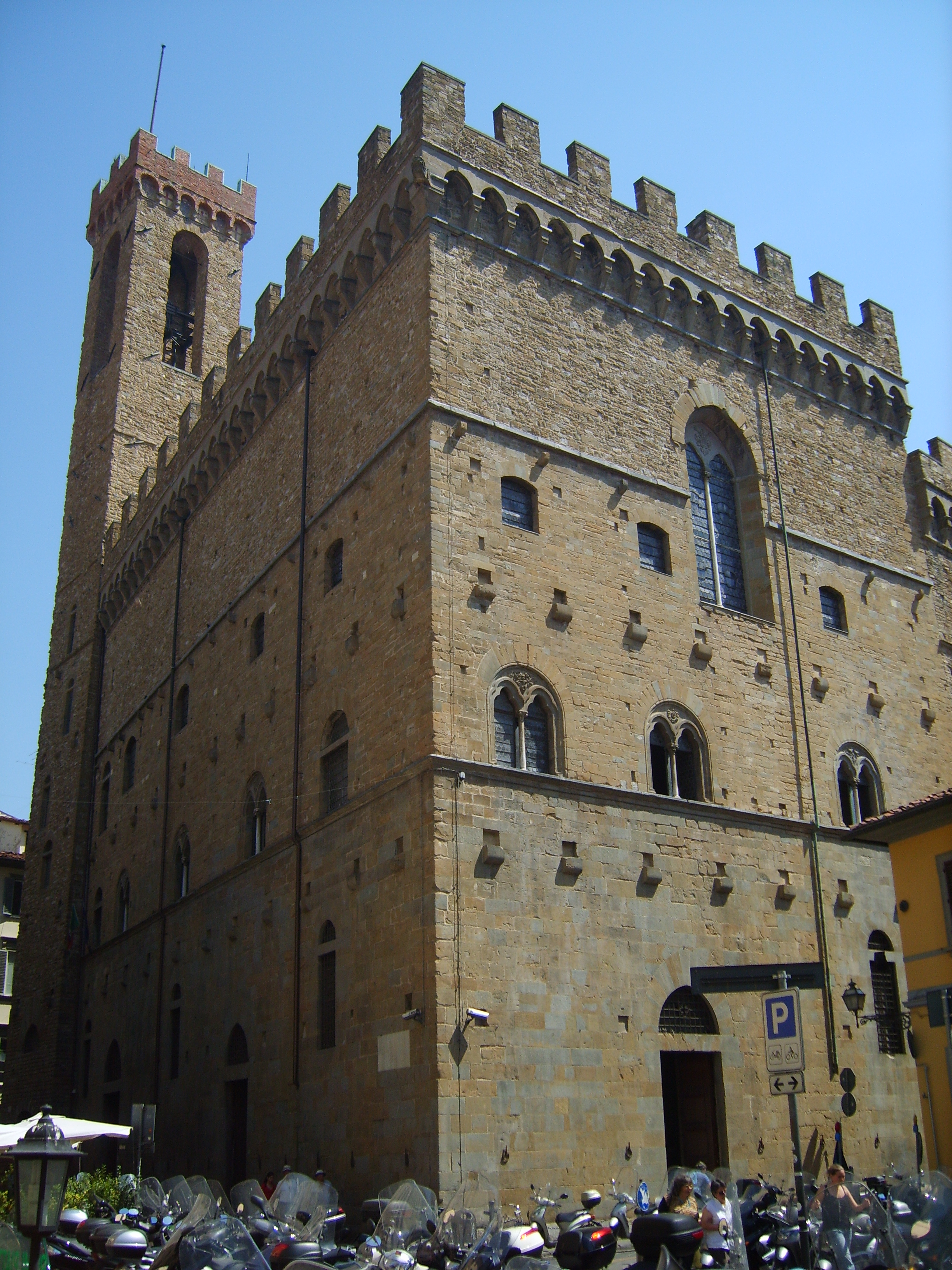
Museo del Bargello

Firenze data l'enorme ricchezza artistica della città, ha un elevato numero di musei e gallerie d'arte. Basti pensare che nella classifica dei 15 musei d'arte italiani più visitati, un terzo è rappresentato da musei fiorentini.

## Il sistema museale fiorentino

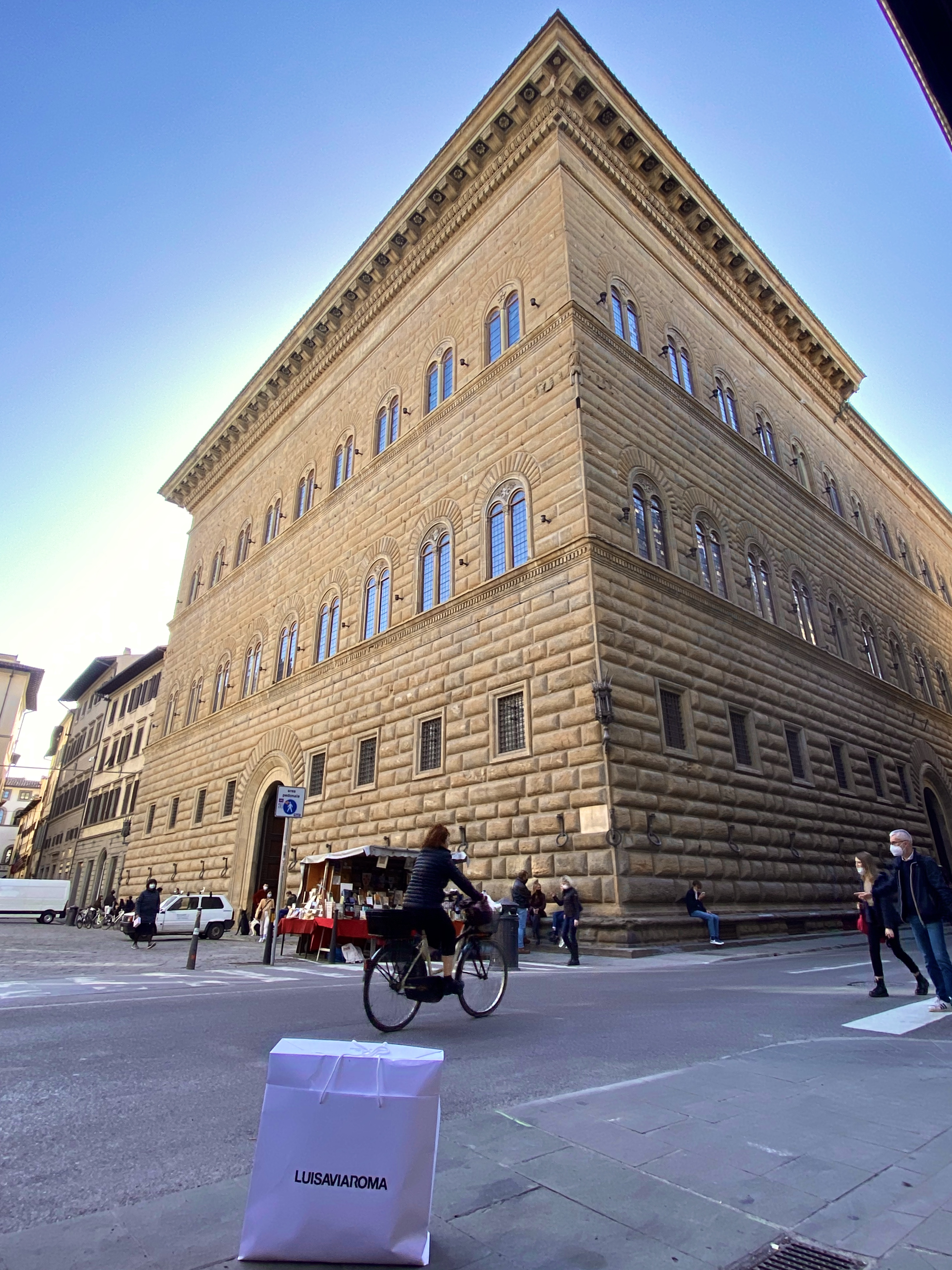
Palazzo Strozzi, Firenze.

La straordinaria ricchezza di capolavori artistici di Firenze è essenzialmente legata alla famiglia Medici, che col collezionismo privato di numerosi esponenti creò un insieme considerevolissimo di dipinti, sculture, arredi e oggetti d'arte. A ciò vanno aggiunte le opere arrivate da Pesaro e Urbino con Vittoria della Rovere. A differenza di altre antiche capitali italiane, a Firenze le collezioni vennero considerate patrimonio cittadino fin dalla donazione di Anna Maria Luisa de' Medici che, ultima esponente della dinastia, regalò tutte le collezioni familiari alla città purché rimanessero unite: grazie a tale atto, rispettato scrupolosamente dai successori dei Medici, Firenze, che non era mai stata saccheggiata o invasa, non subì le spoliazioni di altre città come Mantova, Modena, Parma, ecc. Anzi con i Lorena le collezioni vennero ulteriormente accresciute, con nuovi acquisti, scambi mirati con altri musei asburgici, il trasporto a Firenze delle sculture da Villa Medici a Roma e, non da ultimo, la soppressione degli istituti religiosi sotto Pietro Leopoldo e durante l'occupazione francese. Ancora con l'Unità d'Italia Firenze beneficiò del ruolo di capitale dal 1865 al 1871 e i Savoia fecero trasferire nella loro residenza a Palazzo Pitti e nelle ville medicee tutta una serie di arredi e opere da altre regge italiane in disuso.
La maggior parte delle raccolte d'arte cittadine sono oggi gestite dallo Stato. Gli Uffizi coprono l'arte figurativa fino alla metà del Settecento circa, con una sovrapposizione a partire dal periodo del tardo Quattrocento con le opere conservate nella Galleria Palatina di Palazzo Pitti, dove sono però sistemate secondo il criterio della quadreria. Agli Uffizi si trovano anche le migliori sculture classiche di Firenze, mentre il resto dell'arte antica si trova al Museo archeologico nazionale.
La scultura rinascimentale e manierista si trova al Museo Nazionale del Bargello. Dal periodo neoclassico alla prima metà del Novecento l'arte a Firenze è documentata alla Galleria d'arte moderna, sempre a Palazzo Pitti, mentre il Novecento è documentato da alcuni musei comunali, come il Museo Marino Marini o il Museo del Novecento. Per trovare un'importante raccolta di arte contemporanea nelle vicinanze, ci si deve spostare a Prato, al Centro per l'arte contemporanea Luigi Pecci.

## Musei nazionali
Musei a gestione statale
- Galleria degli UffiziÈ una delle più famose e importanti pinacoteche al mondo, con un'incomparabile collezione di arte rinascimentale fiorentina e non solo, comprendente tra l'altro la maggiore collezione di dipinti del Botticelli, ed è divisa in varie sale allestite per scuole e stili in ordine cronologico. Nata dalle raccolte artistiche accumulate nei secoli dai Medici, ha anche una notevole collezione di sculture antiche ed espone tra le innumerevoli, capolavori di Giotto, Leonardo da Vinci, Botticelli, Giovanni Battista Pittoni, Michelangelo, Raffaello, Tiziano, Caravaggio, Cimabue, Simone Martini, Piero della Francesca.
  - Corridoio vasariano: È un percorso sopraelevato che a Firenze collega Palazzo Vecchio con Palazzo Pitti passando per la Galleria degli Uffizi e sopra il Ponte Vecchio; fu costruito per il passaggio sopraelevato del granduca Cosimo I e della sua famiglia.
  - Gabinetto dei Disegni e delle Stampe: raccolta di arti grafiche tra le più eminenti al mondo, è visitabile solo dagli studiosi, ma organizza regolarmente piccole esposizioni visitabili al primo piano degli Uffizi.
  - Collezione Contini Bonacossi: visitabile solo su prenotazione, è una raccolta di pittura, scultura e arte applicata donata dai coniugi Contini Bonacossi alla Galleria degli Uffizi. Spiccano opere di Cimabue, Sassetta, Andrea del Castagno, Giovanni Bellini, Bramantino, Francisco Goya, Gian Lorenzo Bernini.

Galleria dell'AccademiaÈ famosa nel mondo per la collezione di statue di Michelangelo Buonarroti, tra le quali il magnifico David. Museo dalla natura polivalente, è composto da più nuclei, tra cui quello della pittura dei "primitivi" (pittori su fondo oro dal XIII al XV secolo), delle sculture di Michelangelo e dei dipinti a esse coevi, la gipsoteca di Lorenzo Bartolini e di altri scultori ottocenteschi, la collezione di icone russe.
  - Museo degli strumenti musicali: Si tratta delle collezioni di strumenti dell'attiguo Conservatorio Luigi Cherubini, inglobata nel percorso museale della galleria dell'Accademia. Sono esposti una cinquantina di strumenti musicali provenienti in larga parte dalle collezioni dei Medici e dei Lorena, formatesi in epoca granducale (in particolare tra la seconda metà del secolo XVII e la prima metà del XIX secolo), tra i quali strumenti di Antonio Stradivari e anche il più antico pianoforte verticale conosciuto.

Palazzo PittiÈ il più ampio complesso monumentale della città comprendente otto musei, visitabili con due biglietti cumulativi:
  - Galleria Palatina: Situata in alcuni fra i più bei saloni del piano nobile del palazzo, mostra un criterio espositivo "a incrostazione", secondo il gusto sei-settecentesco, con le opere che coprono le pareti disposte secondo criteri essenzialmente estetici. Ricca di capolavori del tardo Rinascimento e del barocco, ha una delle più ricche raccolte di opere di Raffaello e di Andrea del Sarto, oltre a capolavori di Tiziano, Rubens, Caravaggio, Veronese e molti altri.
  - Appartamenti Imperiali e Reali: Un insieme di 14 stanze è stato usato dalla famiglia Medici e dai loro successori durante i secoli nei quali qui risiedeva il Granduca della Toscana. Gran parte degli arredi, dei parati e delle decorazioni sono originali, o tutt'al più risalenti al XIX secolo; si visitano a conclusione del percorso della galleria Palatina.
  - Galleria d'arte moderna: Questa vasta collezione offre un panorama italiano completo del periodo artistico dalla fine del Settecento (epoca neoclassica) ai primi decenni del Novecento, ed ospita opere tra gli altri lavori di Antonio Canova, Francesco Hayez, Giovanni Duprè, Giovanni Boldini, oltre che alle opere dei macchiaioli (Giovanni Fattori, Telemaco Signorini, Silvestro Lega) e dei Futuristi (Giacomo Balla e Filippo Marinetti).
  - Tesoro dei Granduchi: Il museo contiene una vasta collezione di pezzi di arte applicata (oreficeria, argenteria, cammei, cristalli, opere in avorio e in pietre dure) ospitate in sale affrescate.
  - Museo della Moda e del Costume: Contiene una collezione che arriva a più di 6000 manufatti, fra abiti antichi, accessori, costumi teatrali e cinematografici di grande rilevanza documentaria. È anche l'unico museo italiano a tracciare una storia dettagliata delle mode che si sono susseguite, grazie anche alla presenza di numerosi esemplari prestigiosi di stilisti italiani e stranieri come Valentino, Giorgio Armani, Gianni Versace, Martin Margiela, e altri.
  - Giardino di Boboli: Connesso anche al Forte di Belvedere, il giardino, che accoglie ogni anno oltre 800.000 visitatori, è uno dei più importanti esempi di giardino all'italiana al mondo ed è un vero e proprio museo all'aperto, per l'impostazione architettonico-paesaggistica e per la collezione di sculture, che vanno dalle antichità romane al XIX secolo. Notevole è l'importanza che nel giardino assumono le statue e gli edifici, come la settecentesca Kaffeehaus (raro esempio di architettura rococò in Toscana), che permette di godere del panorama sulla città.
  - Museo delle Porcellane: La collezione delle porcellane è molto antica, con pezzi regalati ai Granduchi da altri sovrani europei o fatti realizzare da loro stessi su commissione.
  - Museo delle Carrozze: Sono qui esposte le carrozze ed altri mezzi di locomozione appartenute alla corte granducale, specialmente risalenti al periodo tra la fine del Settecento e l'Ottocento.

Museo Nazionale del BargelloConserva la più importante collezione di scultura della città, con capolavori del Rinascimento di Michelangelo, Donatello (come il David di Donatello), Benvenuto Cellini, Verrocchio, il Giambologna, Ammannati, Lorenzo Ghiberti, Michelozzo, Luca della Robbia e Brunelleschi. Conserva inoltre straordinarie collezioni di arte applicata, dai gioielli alle armi, dalle ceramiche agli avori, e un medagliere tra i più prestigiosi in Italia.
Museo di San MarcoNell'antico convento di San Marco, l'istituzione è il museo di sé stesso, con la straordinaria architettura di Michelozzo e gli affreschi di Beato Angelico, a cui sono state accostate numerose opere su tavola dell Angelico, che qui visse e lavorò, lavori cinquecenteschi della scuola di San Marco (Fra Bartolomeo, Mariotto Albertinelli). Conserva inoltre il lapidario cittadino, con i frammenti della zona del Mercato Vecchio, distrutta verso il 1895 per far posto a piazza della Repubblica.
Cappelle Medicee in San LorenzoSono il luogo di sepoltura della dinastia dei Medici fin dal XV secolo. Tra gli straordinari ambienti visitabili ci sono la Sagrestia Nuova di Michelangelo e la monumentale Cappella dei Principi.
Museo archeologico nazionale di FirenzeSituato in un palazzo seicentesco utilizzato come residenza della principessa Maria Maddalena de' Medici in piazza della Santissima Annunziata, è composto dalle sezioni etrusca, romana, greca, e da un notevole "Museo Egizio", il più importante d'Italia dopo quello di Torino.
Museo dell'Opificio delle Pietre DureIl museo illustra in alcune sale l'arte del mosaico con le pietre dure (il "commesso" fiorentino), che fiorì in città su iniziativa di Ferdinando II de' Medici. Oggi l'istituto si è specializzato nel restauro di È uno dei vanti della città toscana e dell'Italia a livello mondiale. La sua attività è diretta al restauro delle opere d'arte e alla ricerca scientifica in tale campo. Ospita inoltre una delle maggiori scuole italiane di restauro.
Museo DavanzatiSituato in via Porta Rossa, ospita il Museo della Casa Fiorentina Antica, come ricreato dall'antiquario Elia Volpi a inizio del Novecento.
Museo di Casa MartelliUnica casa-museo fiorentina che non sia frutto di ricostruzioni a posteriori, documenta la vita e il collezionismo della famiglia Martelli, estintasi negli anni ottanta del Novecento. .
Museo di OrsanmicheleSi trova al primo e secondo piano della loggia di Orsanmichele a Firenze è contiene le statue originali delle nicchie esterne della chiesa, con capolavori dei più grandi maestri fiorentini del Quattrocento. È escluso il San Giorgio di Donatello, che si trova al Museo del Bargello dal 1891.
- Villa La Petraia
- Villa di Castello

### Cenacoli e cicli di affreschi a gestione statale
- Cenacolo di Fuligno in Via Faenza
- Cenacolo di Sant'Apollonia in Via XXVII Aprile
- Cenacolo del Ghirlandaio nel Convento di Ognissanti
- Cenacolo di San Salvi in Via San Salvi
- Chiostro dello Scalzo in Via Cavour
- Crocifissione del Perugino in Borgo Pinti

## Musei gestiti dalla Regione Toscana
- Casa Museo Rodolfo SivieroGestito con l'aiuto dell'associazione Amici dei Musei Fiorentini, si trova sul lungarno Serristori, nel quartiere di Oltrarno. Fra le opere migliori che ospita alcune statue lignee policrome risalenti al Quattrocento, dipinti a fondo oro, terrecotte, bronzetti, reliquiari e mobilio antico.

## Musei provinciali
- Palazzo Medici Riccardi

## Musei comunali
- Palazzo Vecchio
- Museo Bardini: Ha sede in piazza de' Mozzi 1 e costituisce il lascito testamentario dell'antiquario Stefano Bardini, uno dei ricchi musei cosiddetti "minori" della città. Il museo ospita un eclettico insieme di più di 3600 opere, tra pitture, sculture, armature, strumenti musicali, ceramiche, monete, medaglie e mobili antichi. Fra le opere più importanti, la Carità di Tino di Camaino, la Madonna dei Cordai di Donatello e una Madonna col Bambino attribuita allo stesso artista, terrecotte invetriate della bottega dei Della Robbia, il San Michele Arcangelo di Antonio del Pollaiolo, il Martirio di una santa di Tintoretto, un'opera di Guercino e trenta disegni di Tiepolo. Dopo dieci anni di intensa ed accurata attività di studio e restauro, il 2009 ha visto l'inaugurazione del Museo. Il nuovo allestimento segue il progetto originale del suo fondatore che dispose le opere per genere, secondo un canone estetico. Anche il blu delle pareti, scelto a suo tempo con cura da Bardini, è stato recuperato e restituito al pubblico proprio come voleva l'antiquario. Il Museo fa parte dei Musei Civici Fiorentini ed è gestito dall'Amministrazione comunale (non dalla Soprintendenza per il Polo Museale Fiorentino).
- Museo Novecento
- Museo di Santa Maria Novella
- Cappella Brancacci, gestione mista
- Museo di Firenze com'era (chiuso)
- Cenacolo di Santo Spirito e Fondazione Romano
- Collezione Alberto della Ragione all'interno del Museo Novecento
- Galleria Rinaldo Carnielo
- Museo del ciclismo Gino Bartali
- Museo Stibbert, gestione mista fra il comune e la Fondazione Stibbert.

## Musei universitari
Radunati in un unico grande Museo di Storia Naturale di Firenze, in realtà è dislocato in più sedi e fa riferimento a diversi dipartimenti universitari.
Le 6 sezioni sono:
- La Specola in via Romana, collezione zoologica e anatomica
- Antropologia ed etnologia, in via del Proconsolo
- Botanica, in via La Pira
- Geologia e paleontologia, in via La Pira
- Mineralogia e litologia, in via La Pira
- Giardino dei Semplici, in via Micheli, orto botanico
- Biomedica, in V.le Morgagni

## Musei di istituzioni religiose
- Museo dell'Opera di Santa Croce e Cappella de' Pazzi
- Museo diocesano di Santo Stefano al Ponte
- Museo del tesoro di San Lorenzo

### Musei gestiti dall'ente Opera del Duomo
Sebbene oggi sia un ente laico e privato, storicamente dipendeva dalla curia vescovile.
- Museo dell'Opera del DuomoÈ nato dalla raccolta di opere provenienti dal complesso di piazza del Duomo ed è stato riordinato e ammodernato nei locali negli anni novanta. Conserva capolavori di Michelangelo come la Pietà Bandini e di Donatello, Luca della Robbia, Lorenzo Ghiberti, Andrea Pisano, Nanni di Banco e molti altri.
- Salita alla Cupola del Brunelleschi
- Entrata alla Cattedrale, al Campanile di Giotto ed al Battistero di San Giovanni
- Scavi di Santa Reparata
Museo del BigalloÈ situato in Piazza San Giovanni, che è la parte ovest di Piazza del Duomo.

## Musei privati
- Casa Buonarroti
- Casa di Dante
- Casa Guidi
- Fondazione Giovanni Spadolini a Pian de' Giullari
- Giardino di Archimede e Museo della Matematica
- Gipsoteca dell'Istituto d'Arte a Porta Romana
- Museo Bellini (chiuso) sul Lungarno Soderini
- Museo del calcio, nel quartiere Coverciano
- Museo ebraico
- Museo Horne
- Museo e Istituto fiorentino di Preistoria
- Museo Marino Marini
- Museo nazionale Alinari della fotografia (chiuso)
- Museo della Pagliazza
- Museo Gucci, nel palazzo del Tribunale della Mercanzia
- Museo Salvatore Ferragamo
- Museo Galileo
- Museo Torrini (chiuso)
- Palazzo Strozzi
- Galleria Corsini
- Spedale degli Innocenti
- Villa Bardini
  - Museo Annigoni
  - Museo Roberto Capucci (chiuso)
- Villa Gamberaia
- Museo di simbologia massonica[2]
- Museo Fiorentina[3]
- Museo del vino[4]
- Museum Selfie[5]
- Museo First
- Museo Franco Zeffirelli
- Museo fondazione Del Bianco
- Museo storico della cartografia italiana
- Museo degli Strumenti dell'Istituto Geografico Militare
- Museo del Giocattolo e di Pinocchio
- Museo della Didattica dell'Agricoltura
- Museo della Fondazione Scienza e Tecnica
- Museo Agrario Tropicale
- Museum  Hzero
- Museo interattivo Leonardo
- Museo della misericordia
- Casa Museo di Franco e Lidia Luciani
- Museo Annigoni
- Museo De' Medici
- Museo delle Icone Russe
- MUNDI - Museo Nazionale dell'Italiano
- Memoriale delle deportazioni
- Osservatorio Astrofisico[6]
- Planetario[7]